# Marele Premiu al Chinei din 2018
Marele Premiu al Chinei din 2018 (cunoscut oficial ca Formula 1 2018 Heineken Chinese Grand Prix) a fost o cursă auto de Formula 1 ce s-a desfășurat pe 15 aprilie 2018 pe Circuitul Internațional Shanghai din Shanghai, China. Cursa a fost a treia etapă a Campionatului Mondial de Formula FIA din 2018, fiind pentru a cincisprezecea oară când un Mare Premiu s-a desfășurat în această țară.

## Calificări
Calificările au avut loc pe 14 aprilie 2018, începând cu ora locală 14:00 CST (UTC+8), ora 09:00 EEST.
| Poz.                  | Nr. | Pilot             | Constructor               | Timpi calificări | Timpi calificări | Timpi calificări | Grila finală |
| Poz.                  | Nr. | Pilot             | Constructor               | Q1               | Q2               | Q3               | Grila finală |
| --------------------- | --- | ----------------- | ------------------------- | ---------------- | ---------------- | ---------------- | ------------ |
| 1                     | 5   | Sebastian Vettel  | Ferrari                   | 1:32,171         | 1:32,385         | 1:31,095         | 1            |
| 2                     | 7   | Kimi Räikkönen    | Ferrari                   | 1:32,474         | 1:32,286         | 1:31,182         | 2            |
| 3                     | 77  | Valtteri Bottas   | Mercedes                  | 1:32,921         | 1:32,063         | 1:31,625         | 3            |
| 4                     | 44  | Lewis Hamilton    | Mercedes                  | 1:33,283         | 1:31,914         | 1:31,675         | 4            |
| 5                     | 33  | Max Verstappen    | Red Bull Racing-TAG Heuer | 1:32,932         | 1:32,809         | 1:31,796         | 5            |
| 6                     | 3   | Daniel Ricciardo  | Red Bull Racing-TAG Heuer | 1:33,877         | 1:32,688         | 1:31,948         | 6            |
| 7                     | 27  | Nico Hülkenberg   | Renault                   | 1:33,545         | 1:32,494         | 1:32,532         | 7            |
| 8                     | 11  | Sergio Pérez      | Force India-Mercedes      | 1:33,464         | 1:32,931         | 1:32,758         | 8            |
| 9                     | 55  | Carlos Sainz Jr.  | Renault                   | 1:33,315         | 1:32,970         | 1:32,819         | 9            |
| 10                    | 8   | Romain Grosjean   | Haas-Ferrari              | 1:33,238         | 1:32,524         | 1:32,855         | 10           |
| 11                    | 20  | Kevin Magnussen   | Haas-Ferrari              | 1:33,359         | 1:32,986         |                  | 11           |
| 12                    | 31  | Esteban Ocon      | Force India-Mercedes      | 1:33,585         | 1:33,057         |                  | 12           |
| 13                    | 14  | Fernando Alonso   | McLaren-Renault           | 1:33,428         | 1:33,232         |                  | 13           |
| 14                    | 2   | Stoffel Vandoorne | McLaren-Renault           | 1:33,824         | 1:33,505         |                  | 14           |
| 15                    | 28  | Brendon Hartley   | Scuderia Toro Rosso-Honda | 1:34,013         | 1:33,795         |                  | 15           |
| 16                    | 35  | Serghéi Sirótkin  | Williams-Mercedes         | 1:34,062         |                  |                  | 16           |
| 17                    | 10  | Pierre Gasly      | Scuderia Toro Rosso-Honda | 1:34,101         |                  |                  | 17           |
| 18                    | 18  | Lance Stroll      | Williams-Mercedes         | 1:34,285         |                  |                  | 18           |
| 19                    | 16  | Charles Leclerc   | Sauber-Ferrari            | 1:34,454         |                  |                  | 19           |
| 20                    | 9   | Marcus Ericsson   | Sauber-Ferrari            | 1:34,914         |                  |                  | 20           |
| Regula 107%: 1:38,622 |     |                   |                           |                  |                  |                  |              |
| Sursa:                |     |                   |                           |                  |                  |                  |              |

Note
- ^1 – Marcus Ericsson a primit o penalizare de cinci locuri pentru că a ignorat steagurile galbene în timpul calificărilor.

## Cursa
Cursa a avut loc pe 15 aprilie 2018, începând cu ora locală 14:00 CST (UTC+8), ora 18:00 EEST, și a durat 56 de tururi.
| Poz.   | Nr. | Pilot             | Constructor               | Tururi | Timp/Retras     | Grilă | Puncte |
| ------ | --- | ----------------- | ------------------------- | ------ | --------------- | ----- | ------ |
| 1      | 3   | Daniel Ricciardo  | Red Bull Racing-TAG Heuer | 56     | 1:35:36,380     | 6     | 25     |
| 2      | 77  | Valtteri Bottas   | Mercedes                  | 56     | +8,894          | 3     | 18     |
| 3      | 7   | Kimi Räikkönen    | Ferrari                   | 56     | +9,637          | 2     | 15     |
| 4      | 44  | Lewis Hamilton    | Mercedes                  | 56     | +16,985         | 4     | 12     |
| 5      | 33  | Max Verstappen    | Red Bull Racing-TAG Heuer | 56     | +20,436         | 5     | 10     |
| 6      | 27  | Nico Hülkenberg   | Renault                   | 56     | +21,052         | 7     | 8      |
| 7      | 14  | Fernando Alonso   | McLaren-Renault           | 56     | +30,639         | 13    | 6      |
| 8      | 5   | Sebastian Vettel  | Ferrari                   | 56     | +35,286         | 1     | 4      |
| 9      | 55  | Carlos Sainz Jr.  | Renault                   | 56     | +35,763         | 9     | 2      |
| 10     | 20  | Kevin Magnussen   | Haas-Ferrari              | 56     | +39,594         | 11    | 1      |
| 11     | 31  | Esteban Ocon      | Force India-Mercedes      | 56     | +44,050         | 12    |        |
| 12     | 11  | Sergio Pérez      | Force India-Mercedes      | 56     | +44,725         | 8     |        |
| 13     | 2   | Stoffel Vandoorne | McLaren-Renault           | 56     | +49,373         | 14    |        |
| 14     | 18  | Lance Stroll      | Williams-Mercedes         | 56     | +55,490         | 18    |        |
| 15     | 35  | Serghéi Sirótkin  | Williams-Mercedes         | 56     | +58,241         | 16    |        |
| 16     | 9   | Marcus Ericsson   | Sauber-Ferrari            | 56     | +1:02,604       | 20    |        |
| 17     | 8   | Romain Grosjean   | Haas-Ferrari              | 56     | +1:05,296       | 10    |        |
| 18     | 10  | Pierre Gasly      | Scuderia Toro Rosso-Honda | 56     | +1:06,330       | 17    |        |
| 19     | 16  | Charles Leclerc   | Sauber-Ferrari            | 56     | +1:22,575       | 19    |        |
| 20     | 28  | Brendon Hartley   | Scuderia Toro Rosso-Honda | 51     | Cutia de viteze | 15    |        |
| Sursa: |     |                   |                           |        |                 |       |        |

Note
- ^1 – Max Verstappen a terminat pe locul al patrulea, dar i s-au adăugat 10 secunde la timpul final pentru că a cauzat o coliziune evitabilă.
- ^2 – Pierre Gasly a terminat pe locul 15, dar i s-au adăugat 10 secunde la timpul final pentru că a cauzat o coliziune evitabilă.
- ^3 – Brendon Hartley s-a retras din cursă, dar a fost inclus în clasament întrucât a parcurs 90% din distanța parcursă de câștigător.

## Clasamentele campionatelor după cursă
|   | Poz. | Pilot            | Puncte |
| - | ---- | ---------------- | ------ |
|   | 1    | Sebastian Vettel | 54     |
|   | 2    | Lewis Hamilton   | 45     |
|   | 3    | Valtteri Bottas  | 40     |
| 3 | 4    | Daniel Ricciardo | 37     |
|   | 5    | Kimi Räikkönen   | 30     |

|   | Poz. | Constructor               | Puncte |
| - | ---- | ------------------------- | ------ |
| 1 | 1    | Mercedes                  | 85     |
| 1 | 2    | Ferrari                   | 84     |
| 1 | 3    | Red Bull Racing-TAG Heuer | 55     |
| 1 | 4    | McLaren-Renault           | 28     |
|   | 5    | Renault                   | 25     |